# Grönlandi fóka
A fókafélék tartozó grönlandi fókát (Pagophilus groenlandicus) nem mindenki sorolja a számára elkülönített Pagophilus (Gray, 1844) nembe: a rendszerezők egy része szerint a többi Phoca között van a helye (Phoca groenlandica).

## Megjelenése
Egy átlagos grönlandi fóka 160–170 cm hosszú, nagyjából 130 kg. A hímek alig nagyobbak a nőstényeknél. A borjak kb. 85 centiméteresen születnek.
Az újszülött sárgás színű, de bundája három nap alatt kifehéredik. Ezt a szőrzetet három–négy hetesen levedli, és ettől fogva bundája rövidebb, ezüstös lesz, kis fekete foltokkal. Négyéves korára foltjai a hátán íves alakzatba rendeződnek; a teljesen kifejlett állat szürkés színű, feje és farka fekete, mellső uszonyai fehérek, hátán pedig jellegzetes, fekete, hárfaszerű rajzolat látható. Ezt a mintázatot a hímek hét, a nőstények csak tizenkét éves korukra érik el.

## Életmódja
A szaporodási időszakban három földrajzi térségben fordul elő: a Fehér-tengeren, Jan Mayen környékén és Újfundland körül. A szaporodási időszakon kívül több ezer kilométerre is eltávolodnak ezektől a helyektől: elérik a Hudson-öblöt, a Barents- és a Kara-tengert, Grönland, Izland és Norvégia partjait.
Rákokat és halakat esznek; kedvenc halaik a hering, a tőkehal és az óriás laposhal. Táplálékukért 250 m mélyre is lemerülnek.
Kedvelik a társaságot. A szaporodási időszakban több tízezer fóka gyűlik össze viszonylag szűk területen, de vándorlás közben is kialakulnak több száz fős csapatok.
A szaporodási időszak februárban és márciusban van. A nőstények a jégtáblákon hozzák világra kölykeiket, és 12 napig szoptatják őket. Ezalatt a kölykök 10–12 kg-os születési súlyukról 30–35 kilóra híznak; mire azonban maguk is megtanulnak halat fogni, legalább tíz kilót fogynak. Az elválasztás után a nőstény kész a párosodásra. A hímek a jégtáblák közt úszkálva víz alatti kiáltásokkal és légbuborékok fújásával udvarolnak a nőstényeknek, de nem verekszenek a párzás jogáért.
A nőstények 5–7, a hímek 7–9 éves korukra válnak ivaréretté. Megfigyelték, hogy azokon a vidékeken, ahol a vadászat megritkította őket, a fókák korábban érik el az ivarérettséget. 35 évig élhetnek.

## Ellenségeik
Főleg a jegesmedve vadászik rájuk, de a Fehér-tengeren a fiatal állatokat a rozmárok is széttéphetik.
A grönlandi és észak-amerikai eszkimók ősidők óta vadásznak rá. Húsát megeszik, bőréből sátrat, csizmát, csónakot készítettek. Egy hagyományos eszkimó kajakhoz öt gyűrűsfóka és egy grönlandi fóka bőrét kell felhasználni – ez a hagyományos vadászat az állományt egyáltalán nem veszélyeztette.

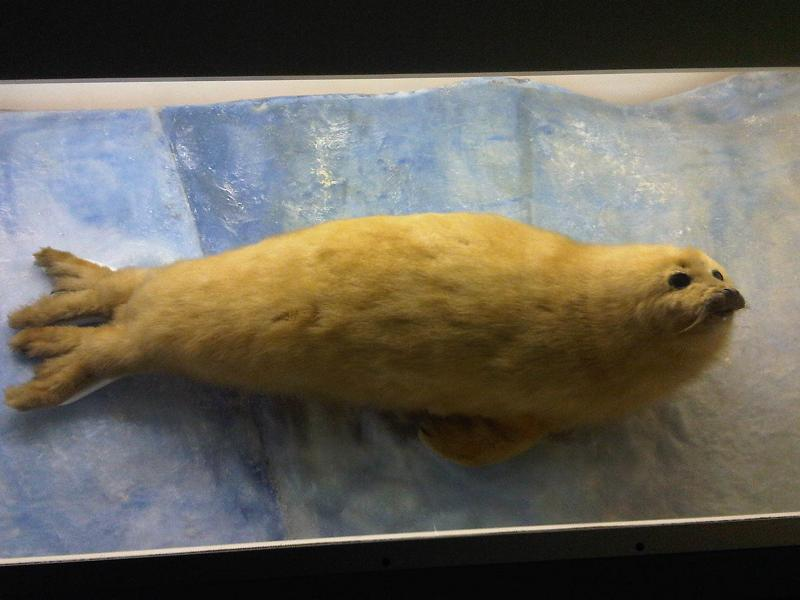
Kitömött grönlandi fóka kölyök a londoni Természettudományi Múzeumban

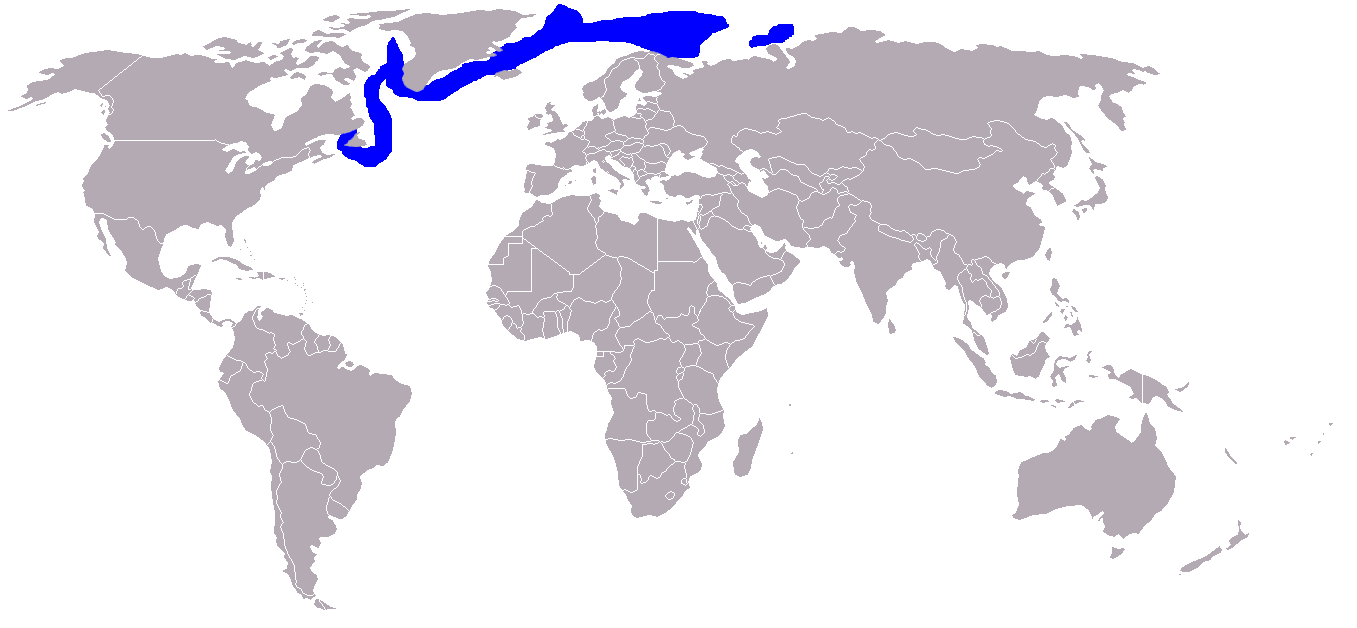
Elterjedési területe

Az európaiak a 18. század végén kezdték kereskedelmi céllal vadászni. Új-Foundland térségében 1832-ben 744 ezer fókát öltek meg, igaz, ezek néhány százaléka hólyagos fóka is volt. Volt olyan időszak, amikor több mint tízezer ember gyilkolta a fókákat. Később csökkent a vadászat, de még az 1970-es években is több mint százezer fókát öltek meg évente. A Fehér-tengeren 1867-ben kezdték vadászni, és 1925-ben ejtették el a legtöbb fókát (460 ezret). 
Jan Mayen környékén a vadászat sohasem volt ilyen intenzív.
Az 1980-as évektől a '90-es évek elejéig Kanadában szünetelt az iparszerű fókavadászat, majd a kilencvenes évek közepén újrakezdték. Évi 300 ezer fóka elejtését engedélyezték, és megtiltották a három hetesnél fiatalabb, fehér bundájú fókák megölését – kivéve a bográcsba szánt példányokat. Sok vadász azonban ezeket a kölyköket is megöli, és vannak olyanok is, akik engedély nélkül vadásznak. Sok sebesült fóka a vízben pusztul el, ezek nem jelennek meg a statisztikákban; mindezeket beszámítva az évente elpusztított fókák száma elérheti a 450 ezret.
Egy időben főleg az egészen fiatal borjakat vadászták, és a hakapik nevű, csákányszerű célszerszámmal ölték halomra őket. A kisfókát először az eszköz tompa végével fejbe vágták, majd az elkábult jószágot az élesebb végével sújtották halálra. Mostanában a fejlettebb állatokat többnyire puskával lövik le.